# Lubasz (Grande-Pologne)
Pour les articles homonymes, voir Lubasz.
Lubasz (prononciation : [ˈlubaʂ]) est un village de Pologne, située dans la voïvodie de Grande-Pologne. Elle est le chef-lieu de la gmina de Lubasz, dans le powiat de Czarnków-Trzcianka.
Il se situe à 5 kilomètres au sud-ouest de Czarnków (siège du powiat) et à 59 kilomètres au nord-ouest de Poznań (capitale régionale).
Le village possède une population de 2 861 habitants en 2009.

## Voies de communications
La route voïvodale n°153 (qui relie Lubasz à Siedlisko) et la route voïvodale n°182 (qui relie Międzychód à Ujście) passent par le village.